# Граф Монтенегро
«Граф Монтенегро» — российский приключенческий кинофильм 2006 года. Премьера фильма состоялась 30 марта 2006 года.

## Сюжет
Актрисе Екатерине Телешовой в начале XIX века досталась старинная карта гор Монтенегро с обозначением того места, где была спрятана сокровищница графа Милорадовича. Однако эта карта была повреждена: в ней недоставало нескольких фрагментов… Пытаясь разгадать тайну карты, правнук Телешовой, Андрей, находит прямого потомка графа, Михаила Милорадовича, но тот отказывается помочь ему. Однажды карта исчезает, но это не может остановить Андрея, который, решив найти древние сокровища, летит в Черногорию. В самолёте Андрей сталкивается с Михаилом, который соглашается заняться поиском драгоценностей вместе с Андреем. В Черногории Андрей и Михаил знакомятся с очаровательной Славкой, ставшей их проводником…

## В ролях
| Актёр               | Роль                                            |
| ------------------- | ----------------------------------------------- |
| Александр Домогаров | Михаил Милорадович / потомок графа Милорадовича |
| Алексей Чадов       | Андрей Истомин                                  |
| Виктор Бычков       | Отец Сергий / брат отца Сергия Игорь            |
| Евгения Брик        | Славка                                          |